# Manuel opératoire
 (juin 2009).
Si vous disposez d'ouvrages ou d'articles de référence ou si vous connaissez des sites web de qualité traitant du thème abordé ici, merci de compléter l'article en donnant les références utiles à sa vérifiabilité et en les liant à la section « Notes et références ».
Le manuel opératoire encore appelé manuel qualité, bible du concept ou manuel opérationnel est un document commercial et juridique par lequel une entreprise appelée le franchiseur transmet à une seconde entreprise, dite franchisée, les éléments constitutifs d'un concept.

## Fonctionnement
Bien qu'il ne soit pas obligatoire légalement, un manuel opératoire sera souvent fortement recommandé dans le développement d'une franchise. En effet, c'est :
- Un outil de développement pour convaincre le franchisé de l’existence d’un savoir faire secret, substantiel et identifié.
- Un outil de formation du franchisé et de ses équipes : c’est le support majeur de la formation initiale et continue.
- Un outil d'animation, l'animateur du réseau s'appuie sur l'ensemble des processus qui sont décrits dans ce document pour faire respecter le concept.
- Un outil de preuve juridique : le franchiseur prouve l'existence de son savoir-faire en rédigeant un manuel opératoire de qualité. Il sera difficile pour le franchisé d'attaquer sur une absence de savoir-faire si un bon manuel opératoire existe. Inversement, un franchisé pourra se défendre en justice en l'absence de savoir-faire (CA Paris, 3 octobre 2012, RG n°11/05235).
- Un outil de certification : le manuel opératoire étant un ensemble de processus, il doit permettre de répondre aux normes spécifiques du concepts. La certification peut être propre au réseau ou de type ISO ou HACCP par exemple.

## Contenu d'un manuel opératoire
Le manuel opératoire est un regroupement d'informations diverses qui matérialise les éléments constitutifs du savoir-faire mais aussi les éléments non secret qui font partie du concept. On trouvera notamment dans le manuel opératoire :
- L'organisation et les structures du réseau.
- Les éléments graphiques de l'enseigne.
- Les techniques de management.
- Les techniques de gestion.
- Les techniques de ventes.
- Un descriptif des produits ou services vendus.
- Le manuel d'utilisation de l'informatique.
- Les règles de sécurité.

Ces informations sont censées être présentées de manière didactique puisqu'elles sont destinées à des acteurs qui, par définition, ne dispose pas a priori du savoir-faire. Ainsi, un manuel opératoire vise potentiellement plusieurs cibles : il s'adresse aux distributeurs intégrés (lorsque la tête de réseau dispose de succursales) et, lorsque la tête de réseaux se développe en franchise, aux franchisés ainsi qu'aux salariés des franchisés, appelés à appliquer le savoir-faire au quotidien. Il doit donc être rédigé en tenant compte de ces différentes cibles.
Il importe de souligner que le savoir-faire est, par nature, appelé à évoluer. Le manuel opératoire peut donc lui-même évoluer ; ces évolutions sont décidées par la tête de réseau, et transmises aux franchisés, à charge pour eux de les appliquer. C’est pourquoi les contrats de franchise comportent le plus souvent une clause d’évolution précisant les conditions dans lesquelles ces évolutions sont adressées aux distributeurs et appliquées par eux.
Le contenu du manuel opératoire est toujours confidentiel.

## Savoir-faire et réussite
L’existence d'un savoir-faire n'augure pas, dans 100% des cas, de la réussite du concept, lequel peut s'avérer ne pas être rentable pour un franchisé.
Le candidat franchisé doit garder à l'esprit cette incertitude pour ne pas réaliser un investissement malheureux et sélectionner une enseigne en adéquation avec ses aspirations, son sens du commerce, sans négliger les compétences requises pour l'exercice de toute activité commerciale. La réussite en franchise implique aussi et surtout la duplication par le franchisé du savoir-faire du franchiseur ; dans un grand nombre de cas observés en pratique, la défaillance du franchisé peut s'expliquer par le non-respect du concept et/ou du savoir-faire du franchiseur. C'est pourquoi, dans tout contrat de franchise, la transmission du savoir-faire se manifeste par la remise d'un manuel opératoire, la mise en place de formation avant même le démarrage de l'activité du franchisé - on parle alors de formation initiale - et de formations tout au long de la durée du contrat de franchise - on parle alors de formation continue - dans l'intérêt commun du franchiseur et du franchisé.